# Кираста
Кираста (в верховьях — балка Крутенькая; устар.: Кириста, Кересте, Крутинькая) — пересыхающая горько-солёная река в России, протекает по территории Ростовской области и Республики Калмыкия. Впадает в залив Маныч озера Маныч-Гудило.
Длина реки составляет 28 км, площадь водосборного бассейна — 237 км².
Минерализация воды в реке (по результатам проб 2004 года) колеблется от 48-49 г/л весной до 87-89 г/л осенью (рассольные минеральные воды). Класс воды хлоридный, группа натрий, тип второй.

## Данные водного реестра
По данным государственного водного реестра России относится к Донскому бассейновому округу, водохозяйственный участок реки — Маныч от истока до Пролетарского гидроузла, без рек Калаус и Егорлык, речной подбассейн реки — бассейн притоков Дона ниже впадения Северского Донца. Речной бассейн реки — Дон (российская часть бассейна).
Код объекта в государственном водном реестре — 05010500712107000016408.